# Lineær molekylær geometri
I kemi er lineær molekylær geometri en beskrivelse geometrien for det centrale atom i et molekyle, hvor de to eller flere ligander er placeret med en bindingsvinkel på 180°. Lineære organiske molekyler, som acetylen (HC≡CH) beskrives ofte som have sp orbital hybdridisering omkring deres carbon-center.
Ifølge VSEPR-teori optræder lineær geometri, hvor centrale atomer med to bundne atomer og nul eller tre lonepair (AX2 or AX2E3) i AXE-notation. Neutral AX2 moleculer med with lineær geometri inkluderer berylliumfluorid (F−Be−F) med to enkeltbindinger, kuldioxid (O=C=O) med to dobbeltbindinger, hydrogencyanid (H−C≡N) med en enkeltbinding og en trippelbinding. Det vigtigste lineære molekyler med flere end tre atomer er acetylen (H−C≡C−H), hvor carbon-atomerne bliver betragtet som værende det centrale atom med en enkeltbinding til hydrogenatomer og en trippelbinding til det andet carbonatom. Lineær anioner inkluderer azid (N3−) og thiocyanat (SCN−) og en lineær kation er nitronium ion (NO+2).
Lineær geometri optræder også i AX2E3-molekyler, som xenondifluorid (XeF2) og triiodid-ionen (I3−) med et iodatom bundet til to andre. Som beskrevet af VSEPR-modelen danner de fem valenselektronpar omkring det centrale atom en trigonal bipyramide hvor tre lone pairs optager pladsen i det ækvatoriale position, og de to bundne atomer optager det aksiale positioner, hvilket danner et lineært molekyle.